# (5945) Roachapproach
(5945) Roachapproach est un astéroïde de la ceinture principale.

## Description
(5945) Roachapproach est un astéroïde de la ceinture principale. Il fut découvert le 28 septembre 1984 à la station Anderson Mesa par Brian A. Skiff. Il présente une orbite caractérisée par un demi-grand axe de 2,23 UA, une excentricité de 0,14 et une inclinaison de 4,9° par rapport à l'écliptique.

## Compléments